# Procambarus cometes
Procambarus cometes, the Mississippi flatwoods crayfish là một loài tôm thuộc họ Cambaridae. Đây là loài đặc hữu của Lowndes County và Oktibbeha County, Mississippi, và được xếp là một loài nguy cấp theo Sách đỏ.